# TOEIC Writing
TOEIC Writing(Test of English for International Communication Writing)은 에듀케이셔널 테스팅 서비스가 시행하는 영어 시험으로, 영어를 모국어로 하지 않는 수험자의 실용 영어 쓰기 능력을 평가한다.

## 같이 보기
- G-TELP Writing
- TEPS Speaking & Writing